# あなたが聴きたい歌の4時間スペシャル
『あなたが聴きたい歌の4時間スペシャル』（あなたがききたいうたのよじかんスペシャル）は、TBS系列で、主に改編期（または年末）のプライムタイムに放送されていた、演歌・歌謡曲がメインの音楽・歌番組の特別番組である。

## 概要
年1 - 3回程度放送（開始当初は番組改編期のみの放送であったが、2016年以降それ以外での放送回が出現し、2017年以降純粋な番組改編期からずれて放送される）。1970 - 1980年代にヒットした演歌・歌謡曲を中心とした選曲、TBSテレビの歴代音楽番組（主に『輝く!日本レコード大賞』や『ザ・ベストテン』、『CDTV』等）での歌唱シーンをVTRで振り返る「名曲セレクション」パートと、10～12組程度のゲストが自身の代表曲や往年の名曲のスタジオでの歌唱や安住とのトークを行うパートを交互に織り交ぜて放送する。第13回（2014年4月3日放送）は“次の世代に伝えたい昭和の名曲100”と題して視聴者アンケートにて選ばれた上位100曲を紹介した。第20回（2017年7月31日放送）は“第20回記念特別編”として、放送日翌日が没後10年となる作詞家・阿久悠が作詞した楽曲と、阿久が作詞家になる前となった後にそれぞれ影響を受けた楽曲をVTRを交えて特集した。

## 総合司会
- 安住紳一郎(TBSアナウンサー)

## 放送データ一覧
| 回数 | タイトル                                                                         | 放送日         | 放送時間      | 視聴率 |
| ---- | -------------------------------------------------------------------------------- | -------------- | ------------- | ------ |
| 1    | あなたが聴きたい歌の4時間スペシャル                                              | 2008年10月7日  | 18:55 - 23:13 | 15.1%  |
| 2    | あなたが聴きたい歌の4時間スペシャル～年忘れ緊急特別編～                          | 2008年12月25日 | 18:55 - 23:03 | 16.5%  |
| 3    | あなたが聴きたい歌の3時間スペシャル                                              | 2009年4月8日   | 19:55 - 22:54 | 11.0%  |
| 4    | あなたが聴きたい歌の3時間半スペシャル                                            | 2009年9月30日  | 19:55 - 23:18 | 10.2%  |
| 5    | あなたが聴きたい歌の4時間スペシャル                                              | 2010年4月1日   | 19:00 - 22:54 | 15.4%  |
| 6    | あなたが聴きたい歌の4時間スペシャル                                              | 2010年10月6日  | 19:00 - 22:54 | 13.0%  |
| 7    | あなたが聴きたい歌の4時間スペシャル                                              | 2011年4月6日   | 19:00 - 22:48 | 10.2%  |
| 8    | あなたが聴きたい歌の4時間スペシャル                                              | 2011年10月6日  | 19:00 - 22:48 | 14.0%  |
| 9    | あなたが聴きたい歌の4時間スペシャル                                              | 2012年3月26日  | 19:00 - 22:49 | 11.7%  |
| 10   | あなたが聴きたい歌の4時間スペシャル                                              | 2012年10月10日 | 19:00 - 22:54 | 10.7%  |
| 11   | あなたが聴きたい歌の4時間スペシャル                                              | 2013年3月25日  | 19:00 - 22:49 | 14.1%  |
| 12   | あなたが聴きたい歌の4時間スペシャル                                              | 2013年9月18日  | 19:00 - 22:54 | 08.6%  |
| 13   | あなたが聴きたい歌の4時間スペシャル                                              | 2014年4月3日   | 19:00 - 22:48 | 12.8%  |
| 14   | あなたが聴きたい歌の4時間スペシャル                                              | 2015年3月30日  | 19:00 - 22:49 | 10.2%  |
| 15   | あなたが聴きたい歌の4時間スペシャル                                              | 2015年9月28日  | 19:00 - 22:54 | 10.3%  |
| 16   | あなたが聴きたい歌の4時間スペシャル                                              | 2016年2月8日   | 19:00 - 22:54 | 10.7%  |
| 17   | あなたが聴きたい歌の4時間スペシャル                                              | 2016年4月4日   | 19:00 - 22:54 | 09.4%  |
| 18   | あなたが聴きたい歌の4時間スペシャル                                              | 2016年10月3日  | 19:00 - 22:54 | 08.7%  |
| 19   | あなたが聴きたい歌の4時間スペシャル 「未来の日本に伝えたい名曲100選」            | 2017年5月1日   | 19:00 - 22:54 | 12.9%  |
| 20   | あなたが聴きたい歌の4時間スペシャル 「昭和を代表する作詞家・阿久悠が遺した名曲」 | 2017年7月31日  | 19:00 - 22:54 | 09.2%  |
| 21   | あなたが聴きたい歌の4時間スペシャル                                              | 2018年4月30日  | 19:00 - 23:07 | 12.0%  |
| 22   | あなたが聴きたい歌の4時間スペシャル                                              | 2019年5月27日  | 19:00 - 22:57 | 08.2％ |

　※視聴率はビデオリサーチ調べ 、関東地区・世帯・リアルタイム。

## スタッフ
2019年5月27日（第22回）放送回
- 構成：野村正浩
- TM：山下直
- TD：小笠原朋樹
- VE：木野内洋
- カメラ：坂口司
- 音声：松浦絵理
- 照明：原昇
- 美術プロデューサー：中西忠司
- 美術デザイナー：谷佳奈恵
- 美術製作：桂誉和
- 装置：正代俊明、牧ヶ谷純二
- 電飾：荒谷奏子、宇都山玲、八木史絵
- 装飾：川原栄一
- 楽器：高井啓光
- CG：鶴田隆司
- ヘアメイク：吉田謙二、遠藤敏子
- 編集：吉田敏夫
- MA：池亀淳一
- 音響効果：竹田周二
- TK：常藤直子
- 編成：中島啓介、加藤丈博
- 技術協力：エヌ・エス・ティー、TAMCO、ラ・ルーチェ
- 制作協力：ボトム、クラリシオン、ファルコン、シークマン
- AD：新井仙煕、岩澤恋、會澤亮、石原由汰
- AP：久松理絵、遠藤英里、原田康弘
- ディレクター：小野塚英明、石井日出子
- 演出：池田千春
- プロデューサー：田代誠、長内信博、鹿渡弘之
- プロデューサー・総合演出：大木真太郎
- 制作著作：TBS